# Фенлісу
Фенлісу — національна страва Тайваню, розсипчасте печиво з солодкою ананасовою начинкою. Для придбання «тугішого» смаку в ананасову пасту додається восковий гарбуз.

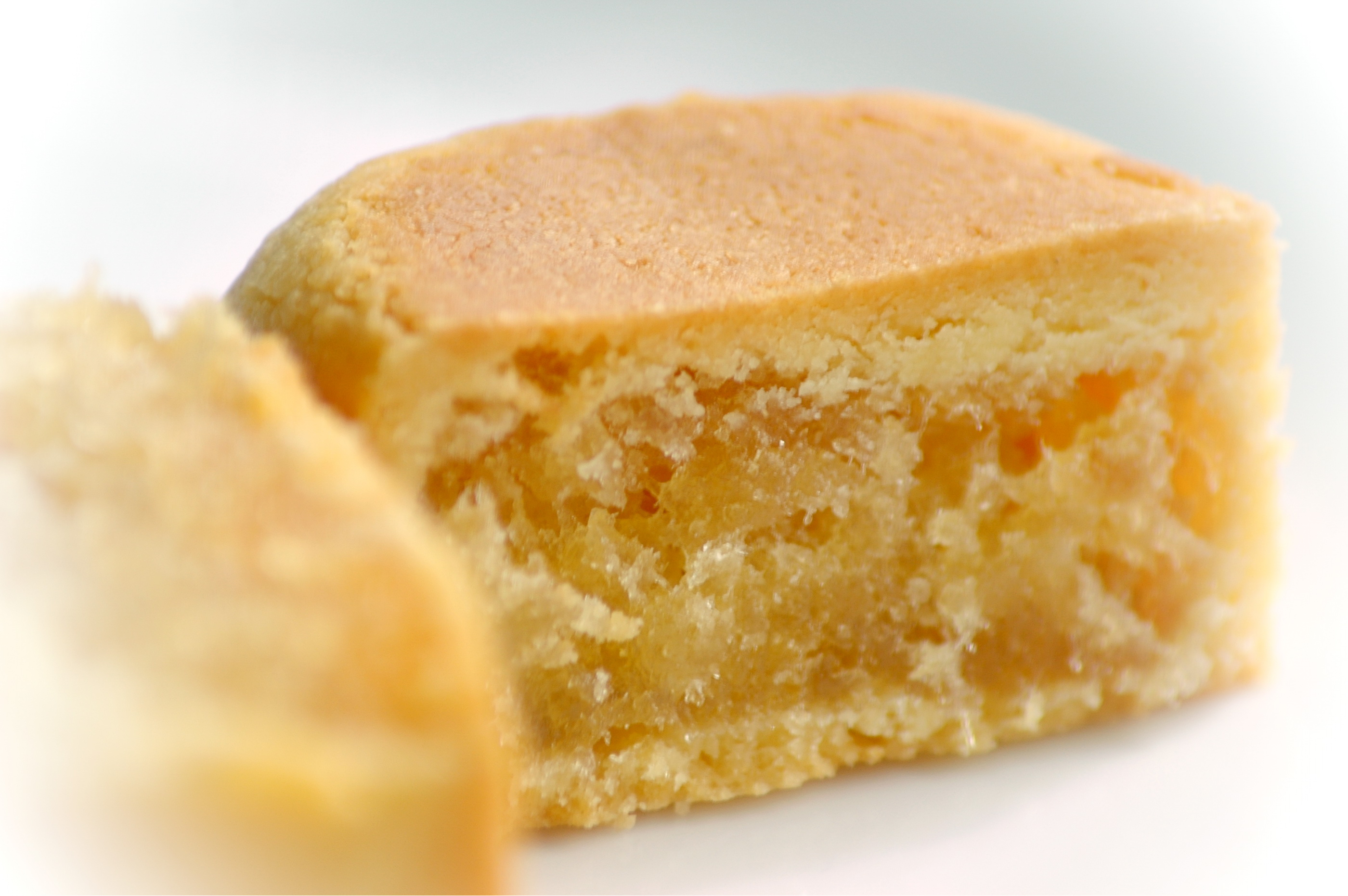
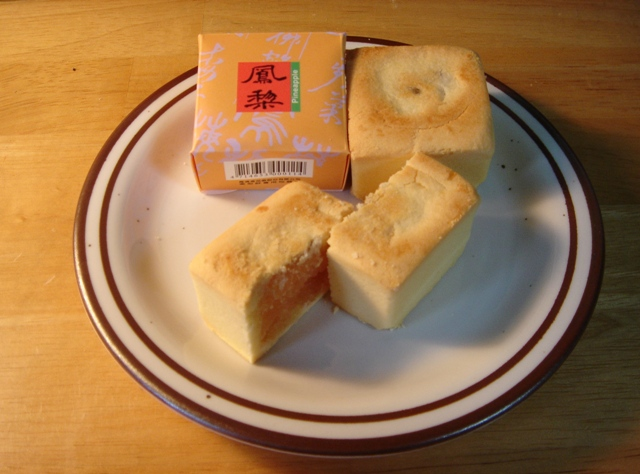
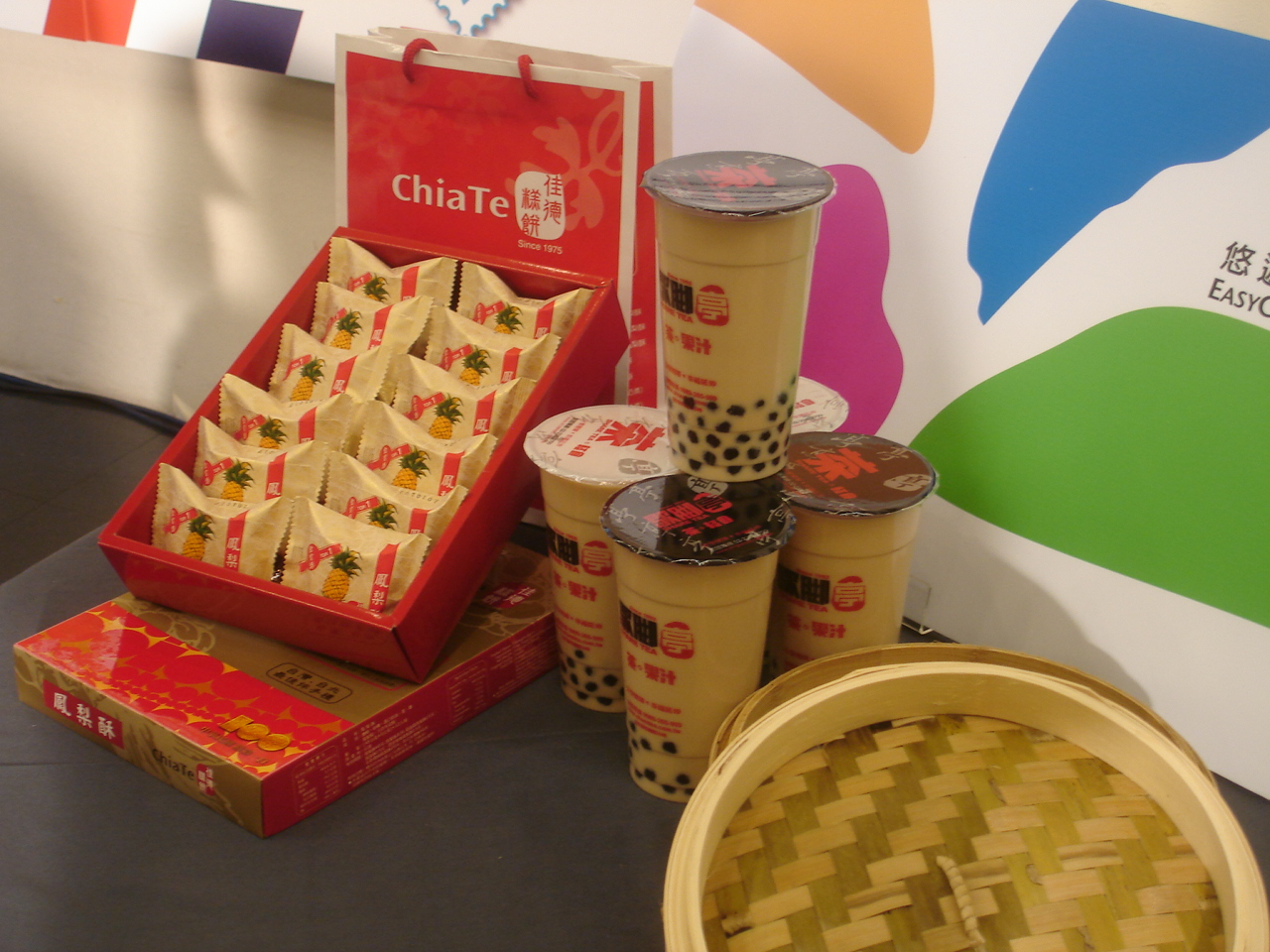

Протягом багатьох століть великі в діаметрі фенлісу були святковою стравою, яка найчастіше виконувала роль весільного подарунка на міннанському діалекті, що за звучанням аналогічно 旺来, яке можна перекласти як «нехай прийде благополуччя»). Лише в XIX столітті тайванський пекар Янь Пін почав продавати маленьке печиво з ананасовою начинкою, назвавши його «печиво дракона та фенікса» (龙凤饼). Відтоді виробництво маленьких фенлісів стало повсюдним.
Наразі фенлісу є надзвичайно популярним серед місцевих мешканців та іноземних туристів ласощами. Завдяки напливу покупців з материкового Китаю обсяг виробництва даного виду печива зріс з 150 млн тайванських доларів у 2006 році до 3 млрд у 2012 році.